# Octolepis oblanceolata
Octolepis oblanceolata är en tibastväxtart som först beskrevs av René Paul Raymond Capuron, och fick sitt nu gällande namn av Z.S.Rogers. Octolepis oblanceolata ingår i släktet Octolepis och familjen tibastväxter. Inga underarter finns listade i Catalogue of Life.